# Olof Hofstedt
Olof Erland Hofstedt, född den 14 februari 1852 i Norrköping, död den 24 februari 1936 i Stockholm, var en svensk militär.
Hofstedt blev underlöjtnant vid Svea artilleriregemente 1874, löjtnant där 1878, kapten där 1889 och vid Norrlands artilleriregemente 1893, major vid Andra Svea artilleriregemente 1901 samt överstelöjtnant vid Vendes artilleriregemente 1903. Han blev överste i armén 1907 samt var överste och chef för Norrlands artilleriregemente 1907–1913. Hofstedt blev adjutant hos Oskar II 1895 och överadjutant hos Gustav V 1907. Han blev riddare av Svärdsorden 1895 och kommendör av andra klassen av samma orden 1910. Hofstedt vilar på Norra begravningsplatsen utanför Stockholm.